# QUESS
Mozi
Pour l’article homonyme, voir Mozi.
QUESS (Quantum Experiments at Space Scale en français Expériences quantiques à l'échelle spatiale) est une mission spatiale scientifique développée par l'Agence spatiale chinoise, et pour la charge utile par le Centre national des sciences spatiales (NSSC), dont l'objectif est de tester des télécommunications entre un satellite artificiel appelé Mozi et des installations au sol exploitant le concept de téléportation quantique. Il constitue une percée technologique du programme spatial chinois et une première étape vers un système réputé inviolable de communications chiffrées.
C'est une des cinq missions scientifiques du Programme prioritaire stratégique des sciences spatiales (SPP) mis en place par la Chine dans le cadre de son 12e plan quinquennal de 2011. Le satellite a été lancé le 16 août 2016 depuis la base de lancement de Jiuquan, située dans le désert de Gobi.

## Contexte
En 2011 dans le cadre de son 12e plan quinquennal la Chine met en place le programme prioritaire stratégique des sciences spatiales (SPP) et confie au Centre national des sciences spatiales (NSSC), centre de recherche rattaché à l'Académie chinoise des sciences, la gestion et le développement de cinq missions scientifiques ambitieuses : les satellites DAMPE et HXMT dans le domaine de l'astrophysique, QUESS pour les télécommunications quantiques, ShiJian-10 qui embarque des expériences de biologie spatiale et KuaFu qui doit étudier l'influence du Soleil sur l'atmosphère terrestre.

## La téléportation quantique
La téléportation quantique est un protocole de télécommunication qui repose sur le transfert de l'état quantique (énergie cinétique, spin…) d'un système vers un autre en utilisant l'intrication quantique. Deux particules sont dites intriquées en mécanique quantique lorsque leur état quantique est corrélé c'est-à-dire que l'état quantique global des deux particules est fixé et que la mesure de l'état quantique d'une particule permet de déduire l'état quantique de l'autre particule. La téléportation quantique exploite ce phénomène ; des paires de particules intriquées sont produites par un dispositif optique et une particule de chaque paire est transmise vers un récepteur situé à grande distance. La mesure de l'état quantique de l'une des deux particules influe de manière instantanée sur la mesure de la particule éloignée. Comme la mesure de l'état quantique change celui-ci, un système de télécommunications reposant sur ce concept est théoriquement complètement sécurisé.
L'agence Xinhua rapporte ainsi que « La mission de deux ans du satellite sera de développer des communications quantiques à l'épreuve du piratage, permettant aux utilisateurs d'envoyer des messages en toute sécurité et à des vitesses plus rapides que la lumière »,.

## Nom
La veille du lancement, le satellite est nommé Mozi en l'honneur du philosophe chinois ayant vécu au Ve siècle av. J.-C.,

## Lancement
Le satellite est lancé le 16 août 2016 à 1 h 40 locales (15 août 2016 à 17 h 40 UTC) depuis la base de lancement de Jiuquan, dans le désert de Gobi au nord de la Chine, par la fusée Longue Marche 2D Y32 qui le place sur une orbite héliosynchrone dont l'apogée est de 584 km et le périgée de 488 km avec une inclinaison de 97,4°. Le lanceur déploie également un CubeSat 6U scientifique espagnol appelé ³Cat-2, et le satellite scientifique chinois de 110 kg LiXing-1 (LX-1) (力星一号) pour étudier la haute atmosphère,.

## Caractéristiques du satellite
Mozi est un satellite d'environ 600 kg. Sa charge utile comprend quatre équipements : la source de particules intriquées, le système de communications quantique, l'émetteur quantique et le détecteur d'état quantique.
La source de particules intriquées est un interféromètre de Sagnac dans lequel un laser en régime continu de 405 nm de longueur d’onde centrale assure le pompage d'un cristal optique de KTiOPO4. Le faisceau laser de pompe passe d’abord dans un prisme de Wollaston qui le divise en deux faisceaux de polarisations orthogonales. Ces deux faisceaux atteignent simultanément le cristal non linéaire ce qui génère des paires de photons de 810 nm de longueur d’onde dans des états intriqués. Cette source émet 5,9 millions de paires de photons intriqués par seconde. Les deux faisceaux intriqués sont pointés vers le sol par deux télescopes de type Cassegrain d’ouvertures 300 mm et 180 mm. Un faisceau laser infrarouge (850 nm) pulsé pour la synchronisation et un faisceau laser vert (532 nm) de guidage leur sont adjoints.

## Historique du projet
La Chine mène depuis 2003 des expériences dans le domaine de la téléportation quantique. Le professeur Pan Jianwei de l'Académie chinoise des sciences et son groupe de recherches ont effectué plusieurs percées dans le domaine de l'émission de particules intriquées et de la téléportation quantique qui ont permis de créer des bases solides pour les télécommunications quantiques à longue distance. Les chercheurs de l'USTC évoquent l’intérêt de lancer un satellite expérimental dans le domaine de la communication quantique. Un dossier officiel a été soumis à l’Académie chinoise des sciences (ACS) en 2009.
En 2011, dans le cadre de son 12e plan quinquennal, la Chine met en place le programme prioritaire stratégique des sciences spatiales (SPP) et confie au Centre national des sciences spatiales (NSSC) le développement de cinq missions scientifiques ambitieuses : les satellites DAMPE et HXMT dans le domaine de l'astrophysique, QUESS pour les télécommunications quantiques, ShiJian-10 qui embarque des expériences de biologie spatiale et KuaFu qui doit étudier l'influence du Soleil sur l'atmosphère terrestre.
Ainsi en janvier 2011, l'ACS place le projet au sein du « Programme prioritaire stratégique en sciences de l’espace », puis l'approuve en décembre 2011 ainsi qu'une collaboration partielle de scientifiques européens dont l'Autrichien Anton Zeilinger. La définition de la mission et la spécification du satellite QSS ainsi que le développement des technologies clés sont terminés fin 2012. Les premiers tests électroniques des composants ont démarré en septembre 2013, et l’assemblage physique du premier prototype a commencé un mois après. Celui-ci termine ses essais thermiques en décembre 2013.
À la date de lancement du satellite, les physiciens n'avaient réussi à transférer l'état quantique de particules qu'entre des stations terrestres distantes de 300 km. QUESS est la première expérience de télécommunications entre un satellite et le sol utilisant l'intrication quantique pour transmettre l'information. L'objectif est d'étudier la faisabilité de télécommunications sécurisées utilisant cette technique sur de longues distances.

## Mission
La Chine espère édifier grâce à ce satellite un système inviolable de communications chiffrées. Le principe en est le suivant : les deux parties partagent une clé de chiffrement aléatoire constituée de photons respectivement intriqués. Cette clé est alors utilisée comme un masque jetable pour chiffrer leurs communications. Du fait de l'intrication, toute interception de la clé par une tierce personne est détectable. Le satellite doit servir à démontrer l'intérêt de la technologie quantique dans l'envoi de clés de chiffrement inviolables pour des communications à longue distance.
Cet engin est conçu par les équipes de l'Université de sciences et technologie de Chine (USTC), de l’Académie chinoise des sciences et du centre de microsatellite de Shanghai.
Il fait partie d’un projet qui a deux principaux objectifs scientifiques :
- expérimenter la « QKD » — distribution quantique de clés — à grande vitesse entre l’espace et le sol, et la faisabilité technique d’un réseau de communication à longue distance (plus de 1 000 km en liaison sol-sol et 500 km en liaison espace-sol) ;
- mener des expériences sur l’intrication quantique et la téléportation quantique, pour valider certaines théories en physique quantique.

La mission comporte plusieurs tests. Le premier consiste à transférer l'état quantique de particules entre le satellite et deux stations au sol : l'observatoire astronomique de Xinjiang (en) dans l'Ouest de la Chine et l'observatoire de Xinglong à Yanshan à 200 km au sud de Pékin. Sur le plan théorique ces tests devraient permettre de vérifier les inégalités de Bell sur une distance de 1 200 km. Un test doit également être effectué entre le satellite et l'observatoire Ali sur le plateau tibétain. Au total cinq stations de communication quantique au sol en Chine en plus d'une plateforme spatiale de la téléportation quantique installée sur le laboratoire spatial Tiangong 2 et un centre de coordination à Shanghai sont impliqués dans le projet.
Une fois ces tests réalisés avec succès la mission doit se poursuivre avec la réalisation d'une liaison intercontinentale entre Vienne et Pékin (via le satellite). Ces objectifs font face à plusieurs difficultés techniques dont la principale concerne la nécessité de pointer les récepteurs au sol de manière suffisamment précise alors que le satellite défile à 8 km/s.
Si elles sont réussies, la Chine compte lancer trente satellites de communication quantique d’ici 2030 pour couvrir l'ensemble de la Terre.
En 2017, ce satellite a fait faire un bond au record de portée de l'intrication quantique, le portant de 144 km à l'air libre[réf. non conforme] ou 307 km par fibre optique[réf. non conforme] à 1 203 km en effectuant la transmission d'une paire de photons intriqués vers les stations terrestres de Delingha (plateau tibétain) et l'observatoire Gaomeigu à Lijiang.
L'étape expérimentale suivante consiste à transmettre une clé quantique entre Pékin et Vienne, mais selon un protocole différent, les communications vers les deux villes n'étant plus simultanées : les deux clés quantiques sont distinctes mais le satellite transmet une clé classique permettant de les combiner.

## Course aux satellites à communication quantique
Le lancement de Mozi a lieu alors que les États-Unis, le Japon et d'autres nations[Lesquelles ?] souhaitent elles aussi développer cette technologie.